# Sant Guim de Freixenet
Sant Guim de Freixenet là một đô thị trong tỉnh Lérida, cộng đồng tự trị Cataluña Tây Ban Nha. Đô thị Sant Guim de Freixenet có diện tích là 25,1 ki-lô-mét vuông, dân số năm 2009 là 1114 người với mật độ 44,38 người/km². Đô thị Sant Guim de Freixenet có cự ly km so với tỉnh lỵ Lérida.